# Zenobio Dagha Sapaico
Zenobio Dagha Sapaico (Chupuro, Perú; 4 de abril de 1920 - 10 de noviembre de 2008) fue un compositor y violinista, creador del Huaylarsh moderno. Compuso más de 900 temas, de los cuales 879 están registrado en el corazón de los huancaínos.

## Biografía
Desde muy niño Zenobio Dagha se sintió atraído por el violín de su padre, don Saturnino, el cual dejaba sobre la mesa de la cocina afinado y listo para tocarlo. Zenobio lo manipulaba a escondidas, fue desde entonces que nunca se separó del instrumento. Al morir su padre fue su hermano mayor, Apolinario, quien le enseñó la técnica musical. A los 12 años ya era compositor y concertista. Para perfeccionar su técnica viajó en la adolescencia a Argentina, volvió a su tierra, Chupuro, de dónde ya no se movería.
Fundó la Orquesta “Los Aborrecidos”, con los que trabajó durante cinco años; después hizo realidad el sueño de una orquesta incorporando el saxofón, con músicos retirados del Ejército[cita requerida]. Se llamaba “Orquesta Típica de la Juventud Huancaína” y con ella grabó y recorrió diferentes comunidades en las fiestas patronales, comunales, familiares, actividades agrícolas y ganaderas, difundiendo una nueva identidad musical. Sus composiciones están vinculadas a su entorno sociocultural como fuente de inspiración, su pueblo, las tradiciones de la cultura huanca, el trabajo en la chacra, los animales y la presencia de los espíritus de la naturaleza. Zenobio Dagha Sapaico es recordado por sus discípulos como un maestro disciplinado y cuidadoso.

## Influencias en la música
- Autor para la inclusión del saxofón contralto en las orquestas típicas, a sugerencia suya.
- Creador de la música del huaylarsh moderno.
- En el año 1978 la agrupación chilena Inti Illimani obtuvo los derechos para grabar Hermanochay.

## Composiciones
Era uno de los compositores con mayor presencia en la música huanca, en especial en el huaylarsh, donde contextualiza sus antecedentes históricos a partir de la tradición oral como la transmisión de generaciones de sus abuelos. Aprovechando sus experiencias, le dio alma y vida a sus composiciones. Entre éstas tenemos:
- Yo soy huancaíno
- Casarme quiero
- Hermelinda
- Sola, siempre sola,
- Cárcel de Huancayo,
- Así es mi Huancayo
- Huaylarsh 61
- Mi tierra huanca
- Mi Chupuro
- Carhuamayinita,
- Vaso de cristal,
- Hermanochay

## Distinciones
Durante su trayectoria artística ha recibido merecidos reconocimientos, premios y homenajes, como la “Medalla de Honor de la Cultura Peruana”, otorgado por el INC, el premio “San Marcos a la Excelencia Artística”, otorgado por la Universidad Nacional Mayor de San Marcos, reconociendo su liderazgo en la música regional huanca[cita requerida].